# Norbert Gawronski
Norbert Jozef Jerzy Gawronski (Nowa Wies, 6 augustus 1925 – Amsterdam, 20 augustus 2021) was een Nederlands architect van Poolse afkomst die vooral bekend werd met zijn modernistische gebouwen. 

## Loopbaan
Hij doorliep als jongeling het gymnasium. De in Polen opgegroeide Gawronski vluchtte in 1944 na een internering door de Duitse bezetter naar Frankrijk. Hij sloot zich daar aan bij het Vrije Poolse leger, dat ook actief was in Nederland. Zo nam hij deel aan de bevrijding van Breda; daar leerde hij ook zijn vrouw Emmy Groen kennen.
Na afloop van de oorlog vestigde Gawronski zich eerst in het Verenigd Koninkrijk, alwaar hij in 1952 een architectuuropleiding voltooide. Hij werkte vervolgens aldaar voor de London County Council. Het echtpaar vestigde zich in Slotervaart. Op voorspraak van de Amsterdamse stadsbouwmeester Benjamin Merkelbach werd Gawronski als architect aangesteld bij de Dienst der Publieke Werken. Zijn eerste opdracht was het Wibauthuis, een gebouw dat hij “één van zijn baby’s” noemde. De uiteindelijke sloop noemde hij zonde, mede doordat de belangstelling naar dat type gebouwen in die jaren (2007) toenam. André van Stigt noemde hem een voorbeeld voor latere architecten.
Het echtpaar woonde de laatste jaren van hun leven in Flesseman, alwaar Emmy Groen in 2019 overleed. Gawronski zelf overleed in 2021 op 96-jarige leeftijd. Zoon Jerzy Gawronski werd stadsarcheoloog. 

## Bouwwerken
- Wibauthuis
- Dr. J.M. den Uylbrug in Zaanstad
- Nederlandse ambassade Jakarta

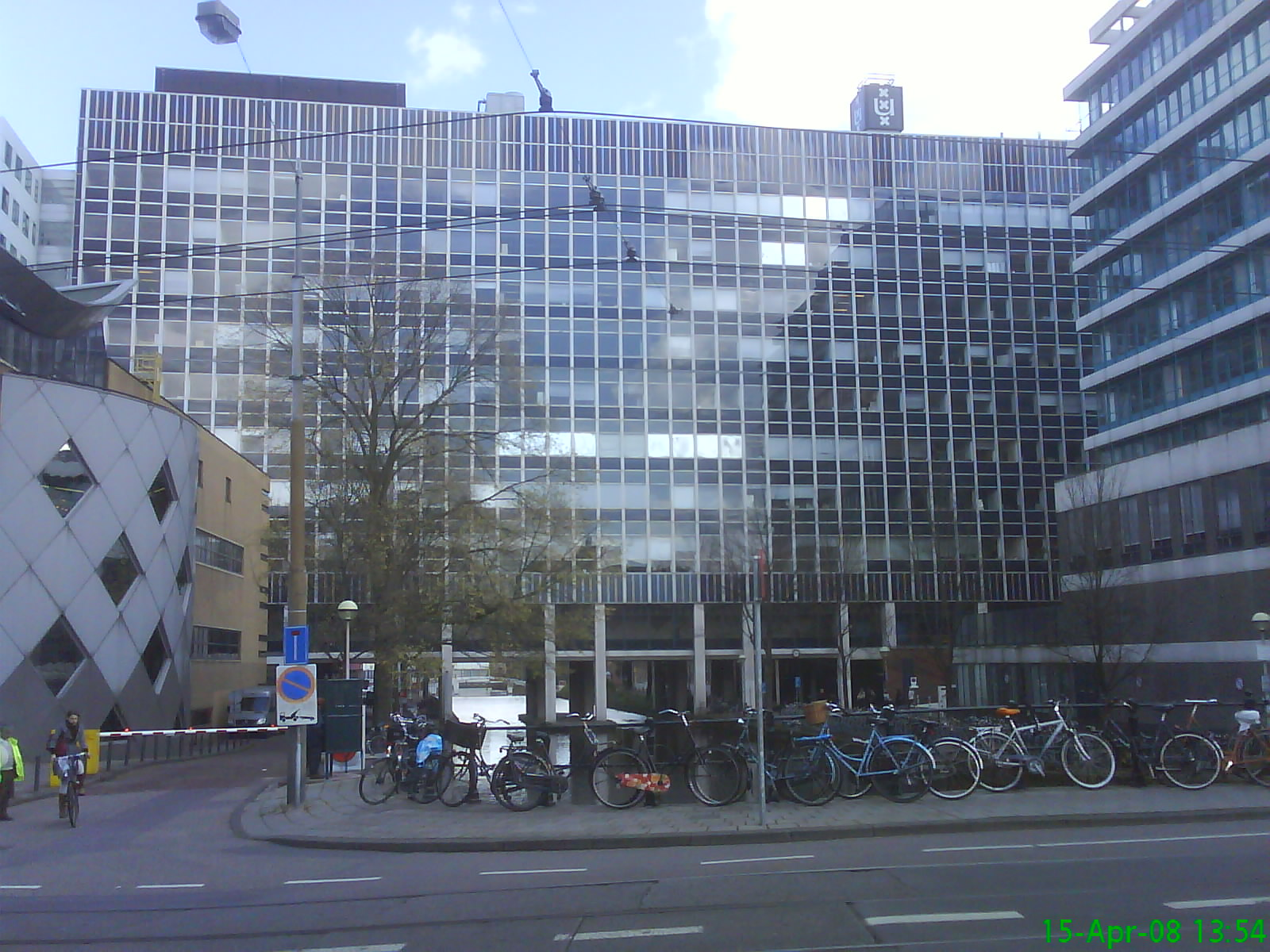
Universiteitsgebouwen Roeterseiland, 2008
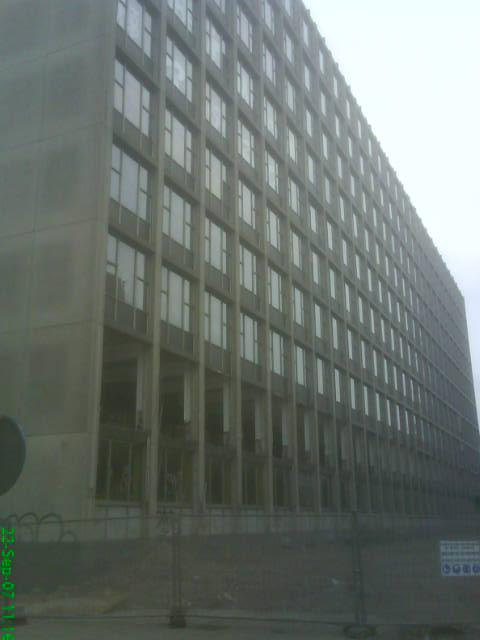
Wibauthuis
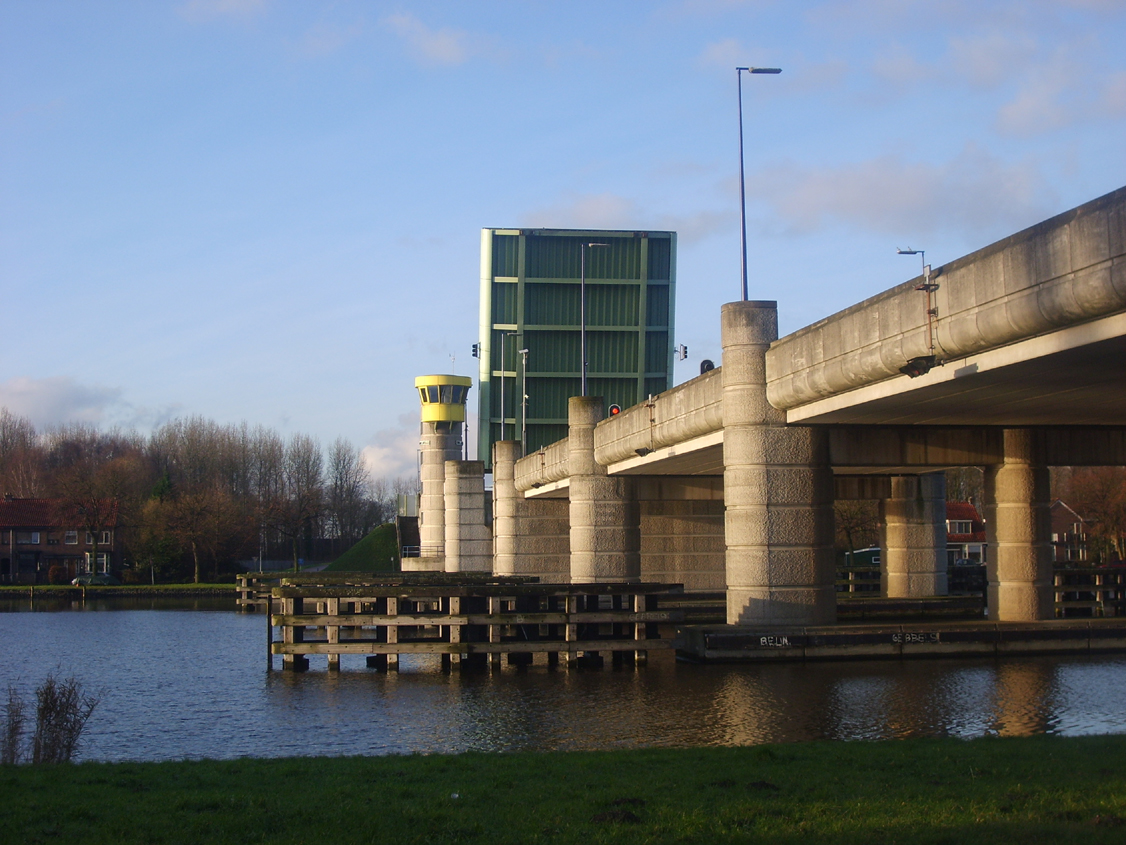
Den Uylbrug